# Alberto d'Oliveira (editor)

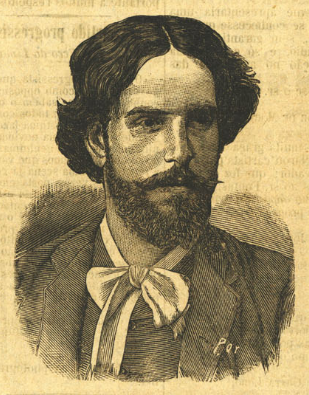
Alberto de Oliveira

Alberto d’Oliveira (1861 — 1922) foi um editor, publicista e diplomata português.
Membro activo do Grupo do Leão, entusiasta e um dos organizadores das Exposições de Quadros Modernos, depois de “Arte Moderna”, promovidas pelo Grupo entre 1881 e 1888/89.
Editor dos célebres Catálogos Illustrados que apresentavam, como novidade ao tempo, a reprodução em zincogravura de desenhos originais dos artistas representando alguns dos quadros expostos.